# Pardasuka Timur
Pardasuka Timur is een bestuurslaag in het regentschap Pringsewu van de provincie Lampung, Indonesië. Pardasuka Timur telt 1293 inwoners (volkstelling 2010).